# Sinningia villosa
Sinningia villosa är en tvåhjärtbladig växtart som beskrevs av John Lindley. Sinningia villosa ingår i släktet Sinningia och familjen Gesneriaceae. Inga underarter finns listade i Catalogue of Life.